# Roandola
Roandola – wieś w Rumunii, w okręgu Sybin, w gminie Laslea. W 2011 roku liczyła 201 mieszkańców.